# Jessica Biel
Jessica Biel (født 3. marts 1982) er en amerikansk skuespiller og fotomodel. Hun har blandt andet været med i Summer Catch, genindspilningen fra 2001 af Motorsavsmassakren, og har været nomineret til den mest sexede kvinde i verden. Hun begyndte at date Justin Timberlake i 2007, og parret blev gift i Italien i 2012. De har to sønner.

## Filmografi

### Film
| År   | Titel                             | Rolle                      | Noter                               |
| ---- | --------------------------------- | -------------------------- | ----------------------------------- |
| 1994 | It's a Digital World              | Regrettal                  | Kortfilm; debut                     |
| 1997 | Ulee's Gold                       | Casey Jackson              |                                     |
| 1998 | I'll Be Home for Christmas        | Allie Henderson            |                                     |
| 2001 | Summer Catch                      | Tenley Parrish             |                                     |
| 2002 | The Rules of Attraction           | Lara Holleran              |                                     |
| 2003 | The Texas Chainsaw Massacre       | Erin Hardesty              |                                     |
| 2004 | Cellular                          | Chloe                      |                                     |
| 2004 | Blade: Trinity                    | Abigail Whistler           |                                     |
| 2005 | Stealth                           | Lt. Kara Wade              |                                     |
| 2005 | London                            | London                     |                                     |
| 2005 | Elizabethtown                     | Ellen Kishmore             |                                     |
| 2006 | Illusionisten                     | Duchess Sophie von Teschen |                                     |
| 2006 | Home of the Brave                 | Vanessa Price              |                                     |
| 2007 | Next                              | Liz Cooper                 |                                     |
| 2007 | I Now Pronounce You Chuck & Larry | Alex McDonough             |                                     |
| 2008 | Hole in the Paper Sky             | Karen Watkins              | Short film; also executive producer |
| 2008 | Easy Virtue                       | Larita Whittaker           |                                     |
| 2009 | Powder Blue                       | Rose-Johnny                |                                     |
| 2009 | Planet 51                         | Neera                      | Voice                               |
| 2010 | Valentine's Day                   | Kara Monahan               |                                     |
| 2010 | The A-Team                        | Capt. Charisa Sosa         |                                     |
| 2011 | New Year's Eve                    | Tess Byrne                 |                                     |
| 2012 | The Tall Man                      | Julia Denning              |                                     |
| 2012 | Total Recall                      | Melina                     |                                     |
| 2012 | Hitchcock                         | Vera Miles                 |                                     |
| 2012 | Playing for Keeps                 | Stacie Dryer               |                                     |
| 2013 | The Truth About Emanuel           | Linda                      |                                     |
| 2015 | Accidental Love                   | Alice Eckle                |                                     |
| 2015 | Bleeding Heart                    | May                        |                                     |
| 2016 | The Book of Love                  | Penny Herschel             | Also producer                       |
| 2016 | A Kind of Murder                  | Clara Stackhouse           |                                     |
| 2016 | Spark                             | Vix                        | Stemme                              |
| 2017 | Shock and Awe                     | Lisa                       |                                     |

### Tv
| År               | Titel                     | Rolle             | Noter                                                       |
| ---------------- | ------------------------- | ----------------- | ----------------------------------------------------------- |
| 1996–2003 & 2006 | I den 7. himmel           | Mary Camden       | 136 episoder                                                |
| 2004             | Johnny Bravo              | Sig selv (stemme) | Episode: Johnny Bravo Goes to Hollywood                     |
| 2005 & 2013      | Family Guy                | Brooke (stemme)   | 2 episodes                                                  |
| 2009             | Saturday Night Live       | Jessica Rabbit    | Episode: "Dwayne Johnson/Ray LaMontagne"                    |
| 2014             | New Girl                  | Kat               | Episode: "The Last Wedding"                                 |
| 2016–2018        | BoJack Horseman           | Sig selv (stemme) | 4 episodes                                                  |
| 2017             | The Sinner                | Cora Tannetti     | Main role (Season 1; 8 episodes) (also Producer, 2017–2021) |
| 2019             | Limetown                  | Lia Haddock       | Main role                                                   |
| 2021-2023        | Cruel Summer              | N/A               | Executive producer                                          |
| 2021             | Scooby-Doo and Guess Who? | Sig selv (stemme) | Episode: "The Lost Mines of Kilimanjaro!"                   |
| 2022             | Candy                     | Candy Montgomery  | Also executive producer                                     |

### Musikvideoer
| År   | Sang                 | Kunstner          | Noter |
| ---- | -------------------- | ----------------- | ----- |
| 2001 | "Fly Away from Here" | Aerosmith         | [ 5 ] |
| 2018 | "Man of the Woods"   | Justin Timberlake | [ 6 ] |